# Gabriel Lheman Xavier
Gabriel Lheman Xavier (Andradina, 6 maggio 2001) è un calciatore brasiliano, difensore del Bahia.

## Carriera
Gabriel Xavier ha iniziato la sua carriera con l'Araçatuba prima di entrare nelle giovanili del Mirassol nel 2017. Ha esordito in prima squadra l'8 aprile 2019, sostituendo Matheus Felipe in un incontro del Campionato Paulista perso 3-1 contro il Red Bull Brasil. Nel 2019 è stato ceduto in prestito in Portogallo al Famalicão, dove ha giocato solamente nelle formazioni Under-19 e Under-23. Al suo ritorno nel settembre 2020 è stato promosso in prima squadra.
Il 22 settembre 2020 è stato ceduto in prestito al Bahia, che lo ha inizialmente assegnato all'Under-20. Il suo prestito è stato prorogato per un ulteriore anno il 23 gennaio successivo, ed il 3 febbraio 2022 e ha firmato un contratto a titolo definitivo.
Nel corso della Série B 2022 è stato utilizzato in 14 incontri, ed al termine della stagione il club è stato promosso in Série A. Il 5 gennaio 2023 ha rinnovato il contratto fino al 2026. L'11 aprile seguente ha realizzato la sua prima rete in carriera, in Coppa del Brasile contro il Volta Redonda e quattro giorni più tardi ha esordito nella massima divisione brasiliana partendo titolare contro il RB Bragantino.

## Statistiche

### Presenze e reti nei club
Statistiche aggiornate al 22 giugno 2023.
| Stagione        | Squadra         | Campionato      | Campionato | Campionato | Coppe nazionali | Coppe nazionali | Coppe nazionali | Coppe continentali | Coppe continentali | Coppe continentali | Altre coppe | Altre coppe | Altre coppe | Totale | Totale | Totale |
| Stagione        | Squadra         | Comp            | Pres       | Reti       | Comp            | Pres            | Reti            | Comp               | Pres               | Reti               | Comp        | Pres        | Reti        | Pres   | Reti   |        |
| --------------- | --------------- | --------------- | ---------- | ---------- | --------------- | --------------- | --------------- | ------------------ | ------------------ | ------------------ | ----------- | ----------- | ----------- | ------ | ------ | ------ |
| 2019            | Mirassol        | A1/SP           | 1          | 0          |                 | -               | -               |                    | -                  | -                  |             | -           | -           | 1      | 0      |        |
| 2022            | Bahia           | B               | 14         | 0          | CB              | 2               | 0               |                    | -                  | -                  |             | -           | -           | 16     | 0      |        |
| 2023            | Bahia           | PD/BA+A         | 4+5        | 0          | CB              | 3               | 1               |                    | -                  | -                  | CdN         | 2           | 0           | 14     | 1      |        |
| Totale Bahia    | Totale Bahia    | Totale Bahia    | 23         | 0          |                 | 5               | 1               |                    | -                  | -                  |             | 2           | 0           | 30     | 1      |        |
| Totale carriera | Totale carriera | Totale carriera | 24         | 0          |                 | 5               | 1               |                    | -                  | -                  |             | 2           | 0           | 31     | 1      |        |

## Palmarès

### Club

#### Competizioni statali
- Campionato Baiano: 2

Bahia: 2023, 2025